# Shukur Hamidov
Shukur Nariman oglu Hamidov (en azerí: Şükür Nəriman oğlu Həmidov; Qubadli, 1 de marzo de 1975-Ibidem, 22 de octubre de 2020) fue un coronel de las Fuerzas Armadas de Azerbaiyán, participante de la Guerra de los Cuatro Días y de la Guerra del Alto Karabaj en 2020. Fue reconocido Héroe Nacional de la República de Azerbaiyán.

## Biografía
Shukur Hamidov nació el 1 de marzo de 1975 en Qubadli. Era el noveno hijo de una familia de refugiados de guerra de Karabaj. Su hermano mayor Asad Shukurov participó en la Guerra del Alto Karabaj. 
Estudió en el Liceo Militar Jamshid Nakhchivanski. En 1993 ingresó en la Escuela Militar Superior de Azerbaiyán Heydar Aliyev. En 2006-2008 estudió en la Academia Militar de las Fuerzas Armadas de Azerbaiyán.
En abril de 2016, en la Guerra de los Cuatro Días se distinguió durante la liberación de la altura de Lalatapa, cerca del pueblo Cocuq Mərcanlı en Jabrayil. El 19 de abril de 2016 de acuerdo con la orden del presidente de Azerbaiyán Shukur Hamidov recibió el título honorífico “Héroe Nacional de Azerbaiyán” por su heroísmo y coraje en la defensa de la integridad territorial de la República de Azerbaiyán.
El 10 de mayo de 2016, durante la visita del ministro de Defensa de Azerbaiyán, Zakir Hasanov, a las unidades militares en el frente, el teniente coronel Shukur Hamidov fue ascendido prematuramente al rango de coronel por su valentía durante la liberación de la altura de Lalatapa.
El 22 de octubre de 2020 Shukur Hamidov cayó mártir en la batalla por la liberación de Qubadli. Fue enterrado en el Segundo Callejón de Honor en Bakú.

## Premios y títulos
- Héroe Nacional de la República de Azerbaiyán (2016)
- Medalla de distinción en el Servicio Militar (Azerbaiyán)
- Orden Victoria (2020)[5]
- Orden "Por la Patria" (2020)[6]
- Medalla Por la liberación de Jabrayil (2020)[7]
- Medalla Por la liberación de Zangilán (2020)[8]
- Medalla Por la liberación de Fuzuli (2020)[9]